# گوروهای آیین سیک
گوروهای آیین سیک (پنجابی: ਸਿੱਖ ਗੁਰੂ؛ هندی: सिख गुरु) یا گوروهای سیک، استادان معنوی آیین سیک هستند که این دین را در طی حدود دو قرن و نیم پایه‌گذاری کردند که آغاز آن از سال ۱۴۶۹ بود. سال ۱۴۶۹ تولد گورو نانک، مؤسس آیین سیک است. نه گوروی دیگر جانشین او شدند تا اینکه در سال ۱۷۰۸ گوروشیپ (انتقال گورو به گوروی دیگر) توسط گورو دهم به کتاب مقدس سیک گورو گرانت صاحب رخ داد، که اکنون توسط پیروان مذهب سیک به عنوان گوروی زنده در نظر گرفته می‌شود. گوروشیپ (انتقال گورو) همچنین به گورو پانت (Guru Panth) (مریدان خاص گورو)، مشتمل بر خالصه اتفاق افتاد، هر چند این شیوه از گوروشیپ پس از ظهور قدرت‌طلبی مهاراجه رانجیت سینگ رو به زوال رفت.

## ریشه‌شناسی و معنی
گورو (راهنما:آی‌پی‌ای/انگلیسی: ˈɡu:ru:, همچنین بریتانیا راهنما:آی‌پی‌ای/انگلیسی: ˈɡʊru:,_ˈɡʊər-؛ سانسکریت: गुरु، پنجابی: ਗੁਰੂ، IAST: guru) یک اصطلاح سانسکریت برای «آموزگار، راهنما، کارشناس یا استاد (master)» در دانش یا رشته خاصی است. بهائی ویر سینگ در واژه‌نامه‌اش از گورو گرانت صاحب، واژه گورو را به عنوان ترکیبی از دو بخش جدا از هم: «گو» (Gu;(ਗੁ)) به معنی تاریکی و «رو» (Rū;(ਰੂ)) به معنی نور توصیف کرده است. بنابراین، گورو فردی است که نوری در تاریکی می‌تاباند یا به عبارت دیگر کسی است که روشنگری می‌کند. توصیف بایی ویر سینگ، بینش بیشتری در مورد آیین سیک ارائه می‌دهد و توضیح می‌دهد که چرا گورو گرانت صاحب به عنوان گورو زنده در نظر گرفته می‌شود. واژه سیک (Sikh) از اصطلاح سانسکریت shishya (شیشیا) (پنجابی: ਸਿੱਖ) مشتق شده است که به معنی پیرو یا دانش‌آموز است؛ بنابراین سیک‌ها یک رابطه آموزگار-دانش‌آموز با گوروها دارند به خاطر اینکه تعالیم آنها که در گورو گرانت صاحب به نگارش درآمده است به عنوان راهنما و هدایت کننده سیک‌ها عمل می‌کند.
طبق اعتقادات سیک، تمام گوروها را نور یا روح یکسانی دربر گرفته بود و بدن جسمانی آنها حاملی برای دربر گرفتن ماهیت یکسان بود. هنگامی که زندگی یک گورو به پایان می‌رسید، جانشین او این نور را به ارث می‌برد و به همین دلیل است که از گوروها به عنوان محله (سرای) ذکر به میان آمده است.

## گوروها

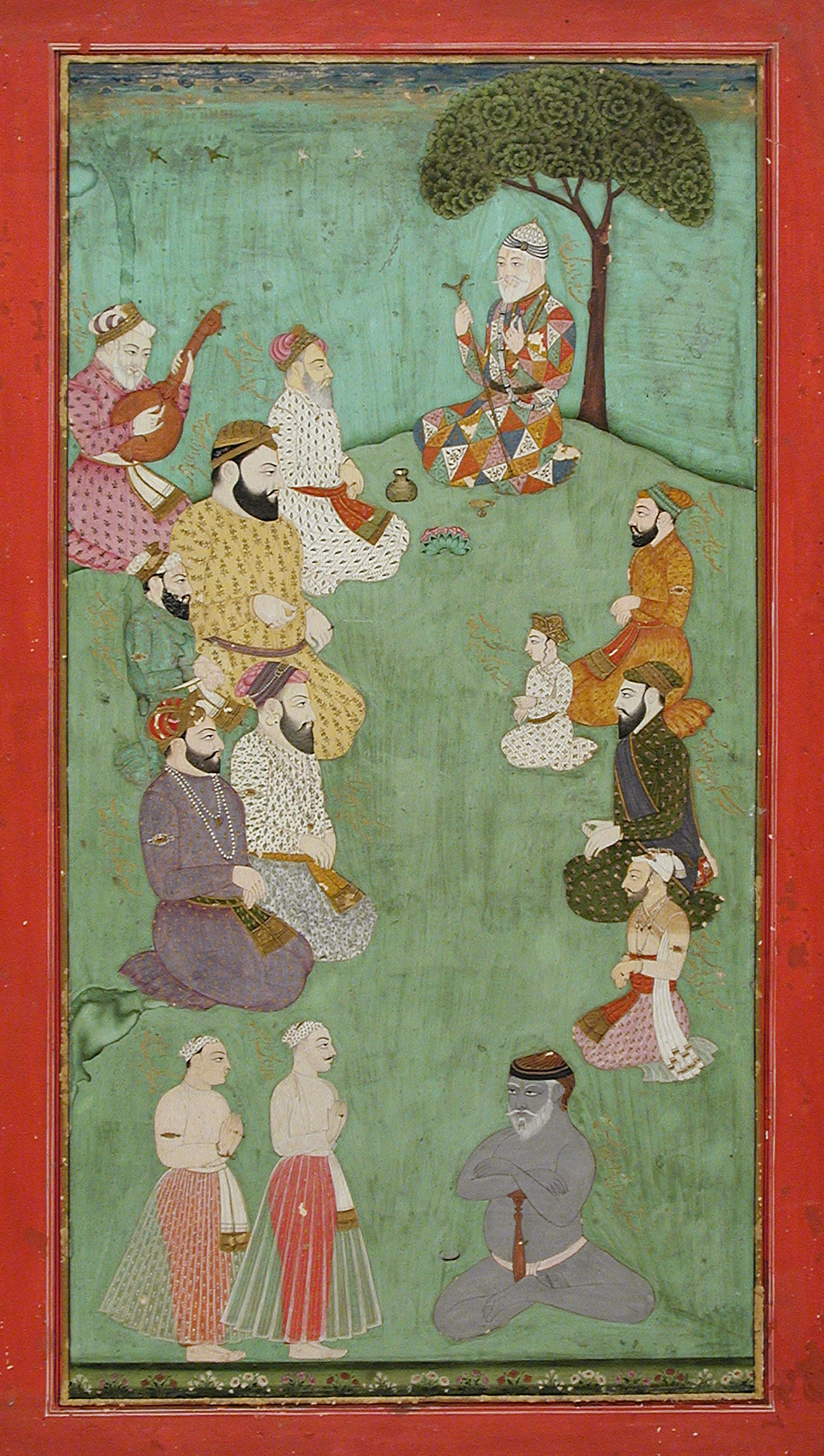
ملاقات تصوری گورو نانک و بقیه گوروهای سیک، بهای مردانا و دیگران. نقاشی ۱۷۸۰

| شماره | نام              | پرتره | تاریخ تولد                                                 | گوروشیپ             | محل تولد                                                        | قوم                                                                       | پدر                                                                       | مادر                                                                      | تاریخ درگذشت | علت | محل فوت |
| ----- | ---------------- | ----- | ---------------------------------------------------------- | ------------------- | --------------------------------------------------------------- | ------------------------------------------------------------------------- | ------------------------------------------------------------------------- | ------------------------------------------------------------------------- | --- | --- | --- |
| ۱     | گورو نانک        |       | ۱۴ آوریل ۱۴۶۹                                              | از بدو تولد         | ننکانه صاحب، پنجاب، سلطان‌نشین دهلی                              | بِدی کهتری                                                                 | کالیان داس بِدی                                                            | ماتا تریپتا                                                               | ۲۲ سپتامبر ۱۵۳۹ (۷۰ سال) | درگذشت طبیعی | کرتارپور، پنجاب، امپراتوری مغول |
| ۲     | گورو انگد        |       | ۳۱ مارس ۱۵۰۴                                               | ۷ سپتامبر ۱۵۳۹      | موکستار، پنجاب، امپراتوری مغول                                  | تریهان کهتری                                                              | بابا پهیرو مال                                                            | ماتا رامو                                                                 | ۲۹ مارس ۱۵۵۲ (۴۷ سال) | درگذشت طبیعی | خدور صاحب، پنجاب، امپراتوری مغول |
| ۳     | گورو امرداس      |       | ۵ مه ۱۴۷۹                                                  | ۲۶ آوریل ۱۵۵۲       | امریتسار، پنجاب، امپراتوری مغول                                 | بهَلا کهتری                                                                | تیج بهان بهَلا                                                             | ماتا لاچمی                                                                | ۱ سپتامبر ۱۵۷۴ (۹۵ سال) | درگذشت طبیعی | گوئندوال، صوبه لاهور، امپراتوری مغول |
| ۴     | گورو رام داس     |       | ۲۴ سپتامبر ۱۵۳۴                                            | ۱ سپتامبر ۱۵۷۴      | لاهور، پنجاب، امپراتوری مغول                                    | سودهی کهتری                                                               | بابا هر داس                                                               | ماتا دایا                                                                 | ۱ سپتامبر ۱۵۸۱ (۴۶ سال) | درگذشت طبیعی | گوئندوال، صوبه لاهور، امپراتوری مغول |
| ۵     | گورو ارجن        |       | ۱۵ آوریل ۱۵۶۳                                              | ۱ سپتامبر ۱۵۸۱      | گوئندوال، پنجاب، امپراتوری مغول                                 | سودهی کهتری                                                               | گورو رام داس                                                              | ماتا بانی                                                                 | ۳۰ مهٔ ۱۶۰۶ (۴۳ سال) | اعدام توسط جهانگیر، امپراتور مغول | لاهور، صوبه لاهور، امپراتوری مغول |
| ۶     | گورو هرگوبیند    |       | ۱۹ ژوئن ۱۵۹۵                                               | ۲۵ مه ۱۶۰۶          | امریتسار، صوبه لاهور، امپراتوری مغول                            | سودهی کهتری                                                               | گورو ارجن                                                                 | ماتا گانگا                                                                | ۲۸ فوریهٔ ۱۶۴۴ (۴۸ سال) | درگذشت طبیعی | کراتپور صاحب، صوبه لاهور، امپراتوری مغول |
| ۷     | گورو هر رای      |       | ۱۶ ژانویه ۱۶۳۰                                             | ۳ مارس ۱۶۴۴         | کراتپور صاحب، صوبه لاهور، امپراتوری مغول                        | سودهی کهتری                                                               | بابا گوردیتا                                                              | ماتا نیهال کائور                                                          | ۶ اکتبر ۱۶۶۱ (۳۱ سال) | درگذشت طبیعی | دهلی، صوبه دهلی، امپراتوری مغول |
| ۸     | گورو هر کریشن    |       | ۷ ژوئیه ۱۶۵۶                                               | ۷ اکتبر ۱۶۶۱        | کراتپور صاحب، صوبه لاهور، امپراتوری مغول                        | سودهی کهتری                                                               | گورو هار رای                                                              | ماتا کریشان کائور                                                         | ۳۰ مارس ۱۶۶۴ (۷ سال) | آبله | دهلی، صوبه دهلی، امپراتوری مغول |
| ۹     | گورو تیغ بهادر   |       | ۱ آوریل ۱۶۲۱                                               | ۲۰ مارس ۱۶۶۴        | امریتسار، صوبه لاهور، امپراتوری مغول                            | سودهی کهتری                                                               | گورو هرگوبیند                                                             | ماتا نانکی                                                                | ۱۱ نوامبر ۱۶۷۵ (۵۴ سال) | اعدام توسط اورنگ زیب، امپراتور مغول | دهلی، صوبه دهلی، امپراتوری مغول |
| ۱۰    | گورو گوبیند سینگ |       | ۱۴ فوریه ۱۶۶۶                                              | ۱۱ نوامبر ۱۶۷۵      | پتنا صاحب، صوبه بیدر، امپراتوری مغول                            | سودهی کهتری                                                               | گورو تیغ بهادر                                                            | ماتا گجری                                                                 | ۷ اکتبر ۱۷۰۸ (۴۱ سال) | به دستور وزیر خان توسط جمشید خان و واصل بیگ به قتل رسید. | حضور صاحب، صوبه بیدر، امپراتوری مغول |
| ۱۱    | مریدان خاص گورو  |       | وایساخی، آوریل ۱۶۹۹                                        | وایساخی، آوریل ۱۶۹۹ | کسگار قلعه، اناندپور صاحب، پنجاب                                | فاقد جایگاه                                                               | گورو گوبیند سینگ (معنوی)                                                  | ماتا صاحب دیوان (معنوی)                                                   | در حالی که در قرن هجدهم رایج بود، این شیوه گوروشیپ پس از ظهور قدرت‌طلبی رنجیت سینگ رو به افول رفت و امروزه به ندرت برانگیخته می‌شود و تحت الشعاع گورو گرانت قرار گرفته است. | در حالی که در قرن هجدهم رایج بود، این شیوه گوروشیپ پس از ظهور قدرت‌طلبی رنجیت سینگ رو به افول رفت و امروزه به ندرت برانگیخته می‌شود و تحت الشعاع گورو گرانت قرار گرفته است. | در حالی که در قرن هجدهم رایج بود، این شیوه گوروشیپ پس از ظهور قدرت‌طلبی رنجیت سینگ رو به افول رفت و امروزه به ندرت برانگیخته می‌شود و تحت الشعاع گورو گرانت قرار گرفته است. |
| ۱۲    | گورو گرانت صاحب  |       | ۲۹ اوت ۱۶۰۴ (در این تاریخ، تألیف اولین پیش‌نویس خاتمه یافت) | ۲۰ اکتبر ۱۷۰۸       | امریتسار، صوبه لاهور، امپراتوری مغول (محلی که تألیف انجام گرفت) | کتاب دینی مقدس سیک، به عنوان گورو نهایی، مستقل و ابدی در نظر گرفته می‌شود. | کتاب دینی مقدس سیک، به عنوان گورو نهایی، مستقل و ابدی در نظر گرفته می‌شود. | کتاب دینی مقدس سیک، به عنوان گورو نهایی، مستقل و ابدی در نظر گرفته می‌شود. | کتاب دینی مقدس سیک، به عنوان گورو نهایی، مستقل و ابدی در نظر گرفته می‌شود.                                                                                                 | کتاب دینی مقدس سیک، به عنوان گورو نهایی، مستقل و ابدی در نظر گرفته می‌شود.                                                                                                 | کتاب دینی مقدس سیک، به عنوان گورو نهایی، مستقل و ابدی در نظر گرفته می‌شود.                                                                                                 |

دوره زمانی
شجره‌نامه

## نکات
1. ↑  رسماً در کاتاک پورَن‌ماشی (اکتبر–نوامبر) رویت شد.
2. ↑  نام‌ها و روابط فهرست شده ممکن است از منبعی تا منبع دیگر متفاوت باشد به خاطر اینکه جنبه‌های مختلف تاریخ سیک در طی شش قرن توسط افراد مختلفی به نگارش درآمده است.